# Заплескина
Заплескина — деревня в Жигаловском районе Иркутской области России. Входит в состав Петровского сельского поселения. Находится на берегах реки Лена, примерно в 45 км к югу от районного центра, посёлка Жигалово, на высоте 454 метров над уровнем моря.

## Население
| 2002 | 2010 | 2011 | 2012 |
| ---- | ---- | ---- | ---- |
| 36   | ↘23  | →23  | ↘21  |

По данным Всероссийской переписи, в 2010 году численность населения деревни составляла 23 человека (11 мужчин и 12 женщин).

## Улицы
Уличная сеть деревни состоит из 2 улиц (ул. Заречная и ул. Речная).